# Rare 'Xtra
『Rare 'Xtra』（レア・エクストラ）はRXの1枚目のライブ・アルバム。

## 概要
1993年7月24日に日清パワーステーションにて行われたライブの模様を収録している。
2003年3月5日には、1991年のアルバム『CHEMICAL REACTION』とセットにした『CHEMICAL REACTION-special edition-』として再発売した。また、2016年2月17日には、『CHEMICAL REACTION-special edition-』をBlu-spec CD仕様で再発売した。

## 収録曲
1. SOUL INTRO
ジャコ・パストリアスの楽曲のカバー[5]。
2. CHEMICAL REACTION
3. DEVIL'S TONGUE
4. オヤマニアン
アルバム『CHEMICAL REACTION』には未収録の楽曲。
5. TEA FOR THREE
6. WAR CLOUD
7. 信天翁
8. S.T.F.
9. FUNKAHOLIC BROTHERS